# بوتسو
بوتسو (به ایتالیایی: Bovezzo) یک کومونه در ایتالیا است که در استان برشا واقع شده‌است.

## خصوصیات
بوتسو ۶٫۳۵ کیلومترمربع مساحت و ۷٬۵۸۲ نفر جمعیت دارد و ۲۰۳ متر بالاتر از سطح دریا واقع شده‌است.